# Solsångaren

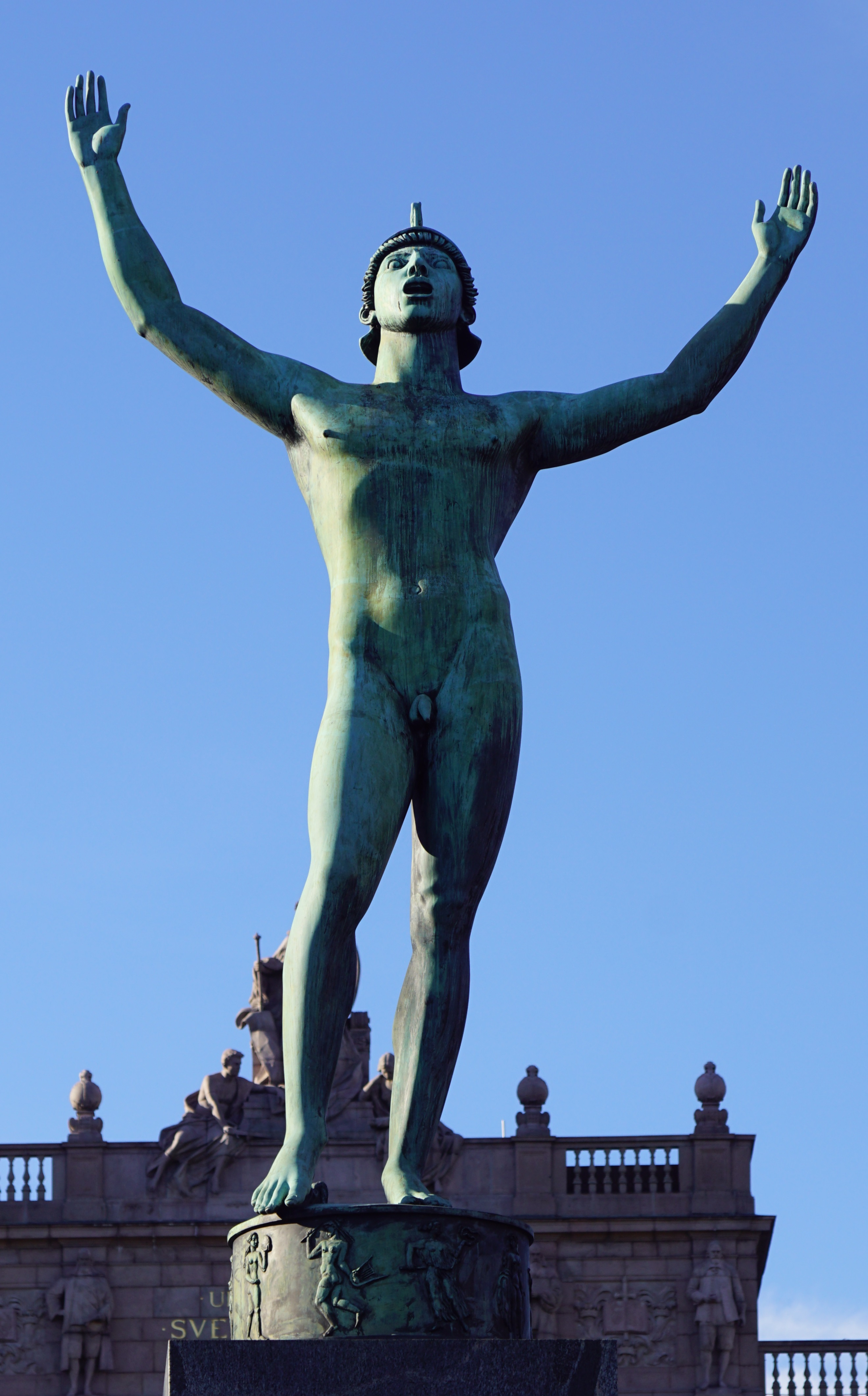
De Solsångaren (1926) zingt het 'Lied voor de zon' van Esaias Tegnér.

Solsångaren (Zweeds voor De zonnezanger) is een bronzen sculptuur voorstellende de Griekse god Apollo, die de zon toezingt, gemaakt door Carl Milles in 1926. Het originele beeld staat in het Strömparterren-park in Stockholm (Zweden).

## Geschiedenis
In 1918 kreeg Milles van de Kungliga Vitterhets Historie och Antikvitets Akademien de opdracht voor het beeld, dat op 21 oktober 1926 onthuld werd op het Strömparterren in Stockholm ter nagedachtenis van de dichter Esaias Tegnér. Het beeld zingt als het ware diens gedicht Sång till solen (Lied voor de zon) uit 1810. Milles had zich vooral inspireren door de eerste regels:
Naar jou zing ik een lied, o stralende zon
Initieel wilde de academie enkel een buste, maar Milles wist de academie ervan te overtuigen dat met een volledig beeld meer recht werd gedaan aan het creatieve genie die Tegnér was.
Tijdens het beeldhouwen liep het werk vertraging op doordat Milles continu het beeld herbewerkte. In januari 1928 noteerde hij: Ik ben helemaal blut en de wolven wachten in de hoeken.... Nadat het beeld af was, claimde Milles nog rente over de voorgeschoten bedragen. 
Het beeld werd door de gieterij van Herman Bergman in brons gegoten
In de jaren dertig van de twintigste eeuw werd een spiegelvijver aangelegd bij de Strömparterren. In 2011-2012 werd het beeld en het park waarin het beeld staat grondig gerenoveerd.

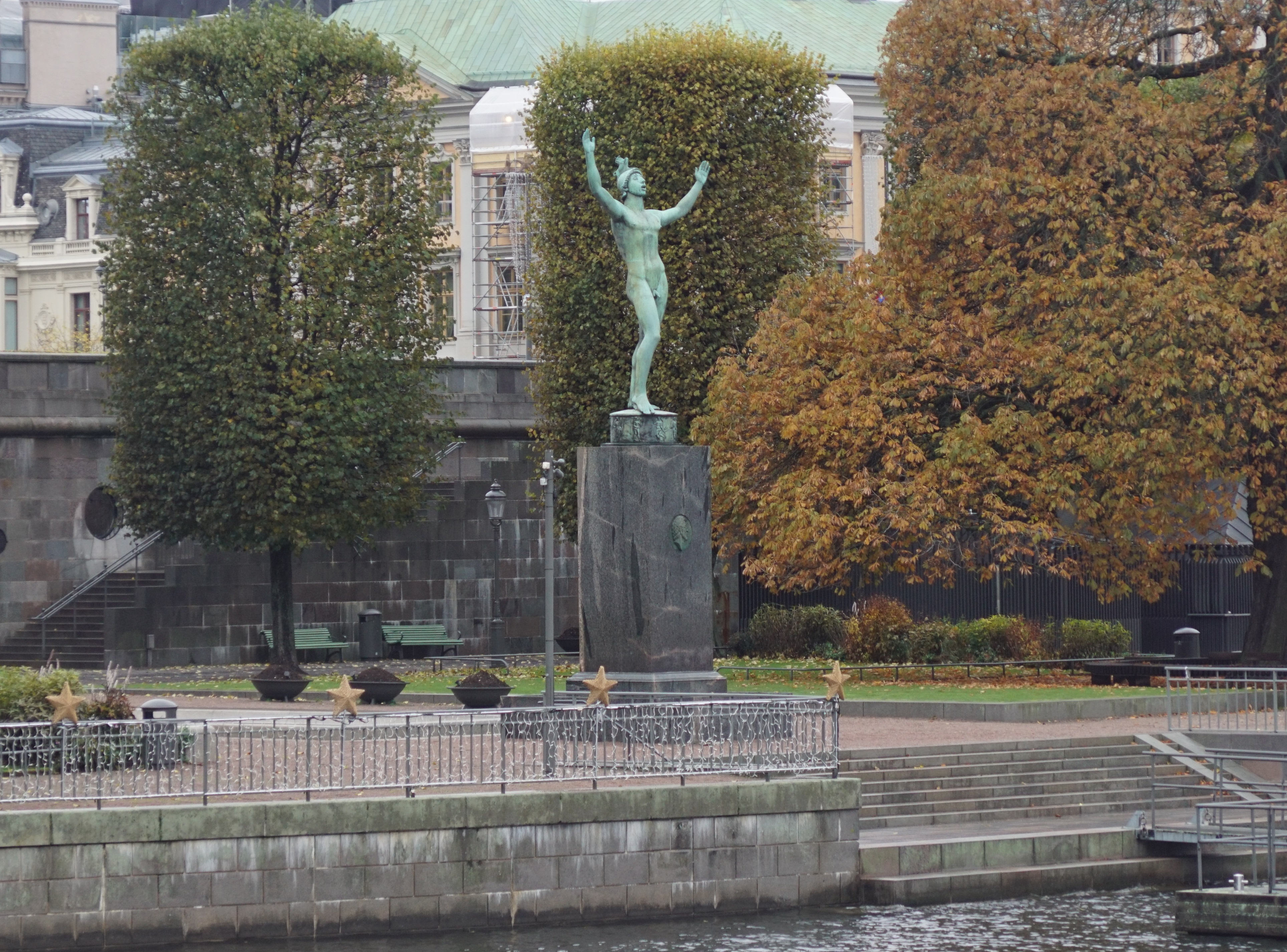
De Solsångaren in het park.

## Beschrijving
Het bronzen beeld stelt Apollo voor die het Lied voor de zon van Esaias Tegnér ten gehore brengt. De figuur staat met zijn armen in de lucht gestoken en zingend met open mond, hoofd opgeheven naar de zon. Hij draagt een helm met daarop een afbeelding van Pegasus. Onder zijn rechtervoet bevindt zich een schildpad die naar zijn eerste lier verwijst die van een schild van een schildpad was gemaakt door Hermes.
Het beeld bestaat aan de onderzijde uit een cirkelvormige sokkel waarop een fries is aangebracht met figuren die de negen muzen voorstellen die Apollo dienden. Het bronzen beeld is 3,9 bij 2,4 bij 1 meter groot.
Het beeld is op een rechthoekige granieten sokkel van 3,8 bij 1,4 bij 1,4 meter groot geplaatst waar op de voorzijde een medaillon in Zweeds groen marmer uit Kolmården is aangebracht waarop Tegnér in profiel is afgebeeld.

## Exemplaren (selectie)
- brons (1926), Strömparterren, Stockholm, Zweden
- brons (1929), Robert Allerton Park, Piatt County, Illinois, Verenigde Staten
- brons, Falls Church, Virginia, Verenigde Staten
- Het beeld is ook verkrijgbaar als beeld in twee kleinere maten en ook in verguld brons.

## Galerij

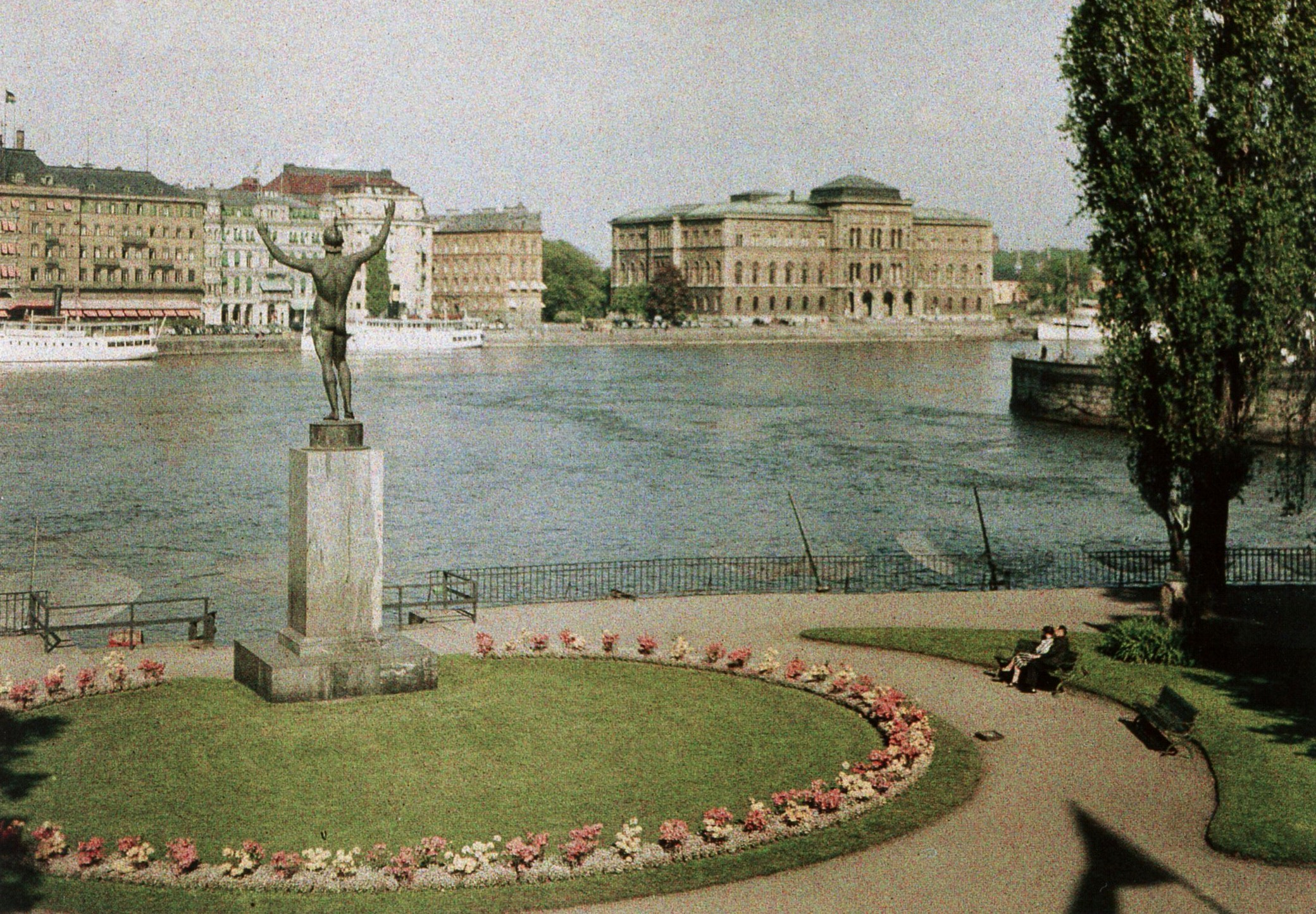
De situatie in 1937, Stockholm
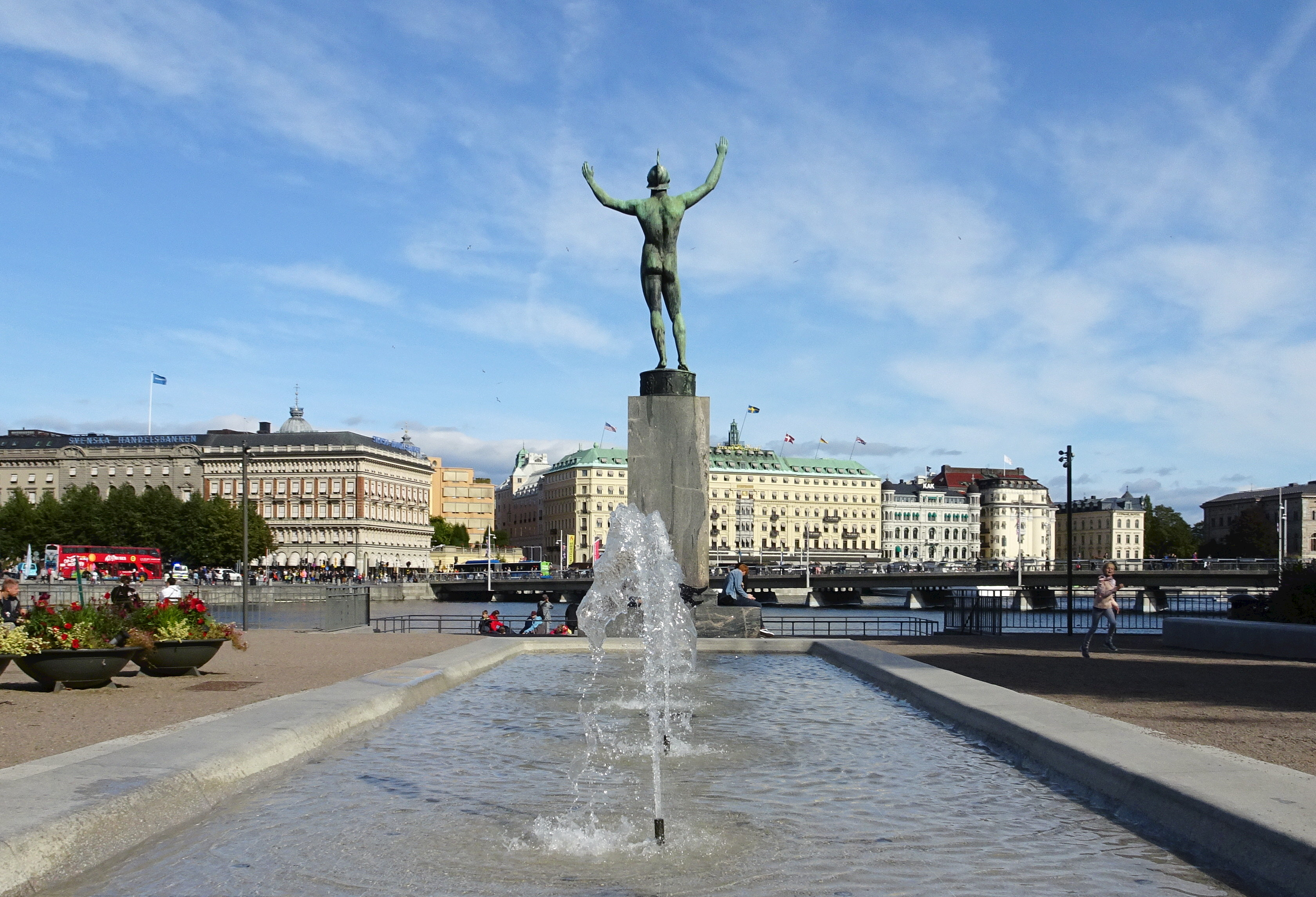
De situatie in 2019 met spiegelvijver, Stockholm
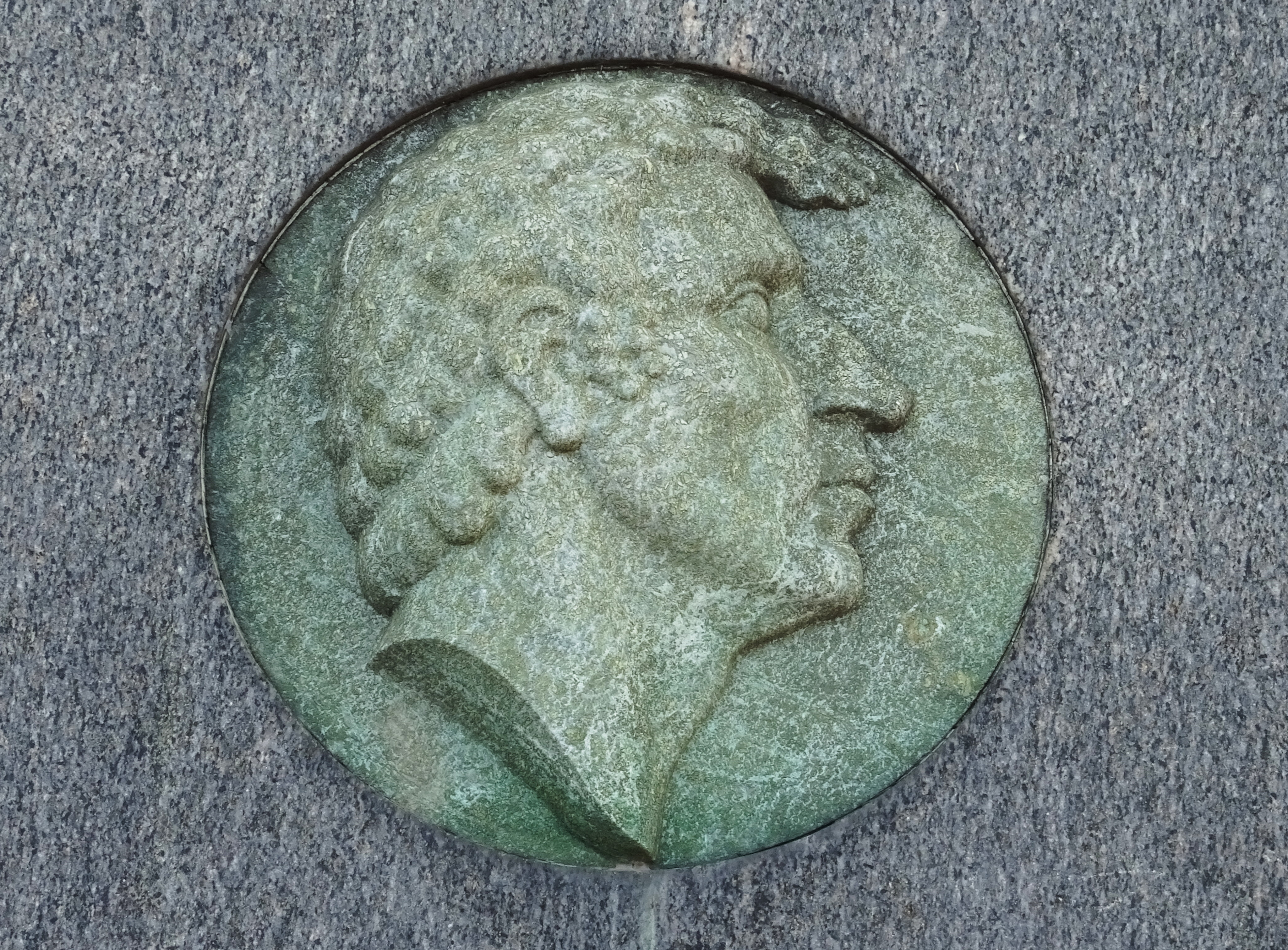
Medaillon met Tegnér in profiel, Stockholm.